# Porcupine Tree-diszkográfia
A Porcupine Tree brit progresszív rockegyüttes diszkográfiája.

## Nagylemezek
| Év   | Cím                    | Kiadási adatok                                                                               |
| ---- | ---------------------- | -------------------------------------------------------------------------------------------- |
| 1991 | On the Sunday of Life  | - Formátum: CD, 2LP, CD                                                                      |
| 1993 | Up the Downstair       | - Formátum: CD/LP, 2CD, 2LP, 2LP                                                             |
| 1995 | The Sky Moves Sideways | - Formátum: CD/LP, 2CD, 3LP+7"Single                                                         |
| 1996 | Signify                | - Formátum: CD/2LP, 2CD, 2LP, 2CD                                                            |
| 1999 | Stupid Dream           | - Formátum: CD, CD+DVDA, 2LP                                                                 |
| 2000 | Lightbulb Sun          | - Kiadó: CD, 2CD, CD+DVDA                                                                    |
| 2002 | In Absentia            | - Formátum: CD, 2CD, DVDA                                                                    |
| 2005 | Deadwing               | - Formátum: CD, 2LP, CD+DVDV, DVDA, 2CD                                                      |
| 2007 | Fear of a Blank Planet | - Formátum: CD, CD+DVDV, 2LP, DVDA                                                           |
| 2009 | The Incident           | - Formátum: 2CD, 2CD+DVDV, LP, DVDA                                                          |
| 2022 | Closure/Continuation   | - Megjelent: 24 June 2022 - Kiadó: Music For Nations - Formátum: CD, CD+BD, LP, Cassette, DL |